# Philophylla basihyalina
Philophylla basihyalina är en tvåvingeart som först beskrevs av Erich Martin Hering 1951.  Philophylla basihyalina ingår i släktet Philophylla och familjen borrflugor. Inga underarter finns listade i Catalogue of Life.